# 安慧 (天台宗)
安慧（あんえ、延暦13年（794年）- 貞観10年4月3日（868年5月2日））は、平安時代前期の天台宗の僧。俗姓は大狛氏。河内国大県郡の出身。

## 生涯
幼少のころに下野国小野寺山大慈寺の広智（こうち）に師事して出家、ついで比叡山に登って最澄・円仁について顕教・密教を学んだ。遮那業学生（密教専攻の学僧）として得度し、規定により12年篭山修行を行った。その後、承和11年（844年）には出羽国の講師に任じられ、その地の法相宗徒の多くを天台宗に改宗させたという。承和13年（848年）、延暦寺定心院十禅師に任じられ、内供奉十禅師を経て、貞観6年（864年）には天台座主に就任した。